# Pilocrocis cora
Pilocrocis cora là một loài bướm đêm trong họ Crambidae.